# بيتين (غواتيمالا)
بيتين (بالإسبانية: Petén)‏ (بلغة الإيتزا: Noh Petén والتي تعني الجزيرة العظيمة)، هي إدارة في غواتيمالا تقع في الطرف الشمالي من البلاد. يحدها من الشمال المكسيك، ومن الجنوب إدارات إيزابال وألتا بيراباث ومن الشرق بليز ومن الغرب المكسيك أيضًا.
كانت تحتوي بيتين على عدد كبير من السكان من شعوب المايا المختلفة، وخاصة حول البحيرات الوسطى وعلى طول الأنهار. تم تقسيم بيتين إلى زعامات مختلفة من المايا المُشاركة في شبكة معقدة من التحالفات والعداوات. وكانت أهم المجموعات المتمركزة حول البحيرات المركزية هم الإيتزا ويالين وكوهوس. ومن المجموعات الأخرى التي كانت تقع أراضيها في بيتين: الكيخاتشيس وأكالاس وتشوليس دي لاكاندون وتشوكموس وتشيناميتاس وإيكايتشس وتشوليس ديل مانتشي.
تتكون الأراضي المنخفضة لبيتين من سهل ذي أشجار كثيفة، مع التضاريس الكارستية المنخفضة. تتخلل المنطقة بعض التلال المنخفضة ذات الحجر الجيري المتكون في حقب الحياة الحديثة ما بين الغرب والشرق، وتتميز بمجموعة متنوعة من الترب وأنواع من الغابات؛ وتتكون مصادر المياه عمومًا من الأنهار الصغيرة والمستنقعات الموسمية المعروفة باسم المنخفضة. هناك سلسلة من البحيرات وعددها أربعة عشر تعبر وسط حوض بيتين؛ وتترابط بعض هذه البحيرات خلال موسم الأمطار. تبلغ مساحة هذا الحوض حوالي مائة كيلومتر من الشرق– الغرب وثلاثين كيلو مترًا في الاتجاه بين الشمال– الجنوب.

## التقسيمات الإدارية
تنقسم الإدارة لـ 14 بلدية:
| البلدية          | المساحة   | السكان (إسقاط 2022) |
| ---------------- | --------- | ------------------- |
| دولوريس          | 1374 كم²  | 30302 نسمة          |
| شال              | 947 كم²   | 15555 نسمة          |
| فلوريس           | 2934 كم²  | 44706 نسمة          |
| لا ليبرتاد       | 4986 كم²  | 86171 نسمة          |
| لاس كروسيس       | 1834 كم²  | 39188 نسمة          |
| ميلكور دي مينكوس | 4208 كم²  | 30682 نسمة          |
| بوبتون           | 1480 كم²  | 69437 نسمة          |
| سان أندرياس      | 8513 كم²  | 35465 نسمة          |
| سان بينيتو       | 129.3 كم² | 54189 نسمة          |
| سان فرانسيسكو    | 581.4 كم² | 16787 نسمة          |
| سان خوسيه        | 1792 كم²  | 7،261 نسمة          |
| سان لويس         | 2541 كم²  | 77395 نسمة          |
| سانتا آنا        | 1،191 كم² | 24380 نسمة          |
| ساياكشي          | 3550 كم²  | 99787 نسمة          |